# ナラヨシタカ
ナラ ヨシタカ（1973年1月4日 - ）は、日本のタレント、ラジオパーソナリティー、ナレーター、スタジアムDJ。
かしわハート大使特任大使。環境再生医。

## 経歴
千葉県柏市出身。身長180cm。体重70kg。血液型はA型。脱サラ後、1997年から地方局FMで番組を担当した。2000年からYOKOHAMA Walker TV（MC山本シュウ）や雑誌YOKOHAMA Walkerでリポーターを務めた。
BS、CSTVバラエティーで司会も行う。

## エピソード
2002年からのラジオ番組ではナラヨシタカと約半年間の曜日担当DJであったサカノウエヨースケ、光永亮太、ZZ、磯崎健史、オオゼキタク、森山直太朗、木谷雅（sacra）、池田綾子、熊木杏里、コタニキンヤ、藤岡正明、kimeru、松本英子、柴田淳、清貴、cherry（Baby Boo）、未来、日之内エミ、チェリ、竹仲絵里、ナカノアツシ（GRAND COLOR STONE）、sunday（天上智喜）、前川紘毅、ミトカツユキ、川嶋あい、えちうららと。
またナラヨシタカとマンスリーDJの野口征吾（FLAME）、ムック、HINOIチーム、ロードオブメジャー、中島卓偉、アリスナイン、トライセラトップス、ナイトメア、Ryu、杉山清貴、シーモ、奥華子、サスケ、m.c.A・Tらと。
そしてアシスタントDJ渡辺奈緒子、福田麻衣らとの約7年間サテライトスタジオから毎日番組を盛り上げた。
代々木VIVIDサテライトスタジオからも約10年間番組を担当し蒼井里紗、にわみきほらバラエティ豊かなアシスタントDJとも番組を盛り上げた。現在も首都圏FMを中心に活動している。
これまでにメジャーアーティストだけで約5000組とトークセッションを行っている。そのため多くのアーティトやタレントと親交がある。
また地元柏市およびその近郊の出身のアーティストであるSomething ELse、パッパラー河合、MOTSU、ナオト・インティライミとは特に親交がある。
現在もスタジアムDJやスポーツTV番組を担当している。多くのアスリートとも親交がある。
また現在BAY-FMにてMOZAIKU NIGHT水曜日をスキップカウズ イマヤスと担当。
イマヤスとの軽妙なやり取りとオブラートに包んだソフトときにストレートなエロトークで多くのリスナーに支持されている。

## 出演番組等

### テレビ出演・ナレーション
- さまぁ～ずのジャイアンツリクエストアワード（BS日テレ）
- The Real 女子ソフトボール（J SPORTS）
- The Real プレミアフットサル2017（J SPORTS）
- The Real 2011-2018（J SPORTS）
- Red Bull エアレース（J SPORTS）
- GOLF女子プロ流（BS11）
- BOOMER（J SPORTS）
- ポケモンゲット☆TV（テレビ東京）
- YOKOHAMA Walker TV（tvk）
- ハイパーGTステーション（キッズステーション）
- 渋い.TV（BS-TBS）
- フラチャンネル（TVQ九州放送・tvk・NBS）
- DHCレディースオープンボウリングツアー（テレビ東京・BSジャパン）
- アミーゴ情報局（キッズステーション）
- ビバ!アミーゴ（キッズステーション）
- 競馬ミニデータ（グリーンチャンネル）
- 極上の海鮮料理 港めぐり漁師の味（TOKYO MX）
- デジガールPOP!（キッズステーション）
- 日本ダービー前夜祭〜パッティングオッズナイト〜（グリーンチャンネル）
- 平野レミのど・レミ・ふぁキッチン（食チャンネル）
- アキバ音楽ムーブメント（MONDO21）
- ミスキャン放送局（MONDO21）
- ロックオン（GAORA）
- フラパラダイス福岡2010（TVQ九州放送）
- いい伊豆みつけた（伊豆急ケーブルネットワーク）
  - 熱海で遊ぼう！ 釣りとB級グルメ旅
- エンクミの私も食べたい!! ご当地グルメ大特集（tvk）
- 08/09 NHLアイスホッケー NHLナビ（J SPORTS）
- ROLEX FEI馬術ワールド2010-2011（J SPORTS）
- ROLEXヨットシリーズ2009-2011（J SPORTS）
- ROLEX spirit of the open（J SPORTS）
- フットボール500グレートゴールズ（J SPORTS）
- バドミントン スーパーシリーズダイジェスト2009（J SPORTS）
- マーチングバンド世界選手権（J SPORTS）
- 愛情! ワンワン選手権（J SPORTS）
- サッカーネットプレスパス（J SPORTS）
- Red Bull X-Alps 2010-2011（J SPORTS）
- ワールドチャンピオンシップ2009〜日本人パイロット 室屋義秀の挑戦〜（J SPORTS）
- 室屋義秀の挑戦WAC2011（J SPORTS）
- Houses of GLORY 2012（J SPORTS）
- Train to Win 2012（J SPORTS）
- E60 2011（J SPORTS）
- BAND OF PIRATES（J SPORTS）
- 世界、頂!（イタダキ）（J SPORTS）
- MOTO１（EX SPORTS）
- MOTO Legend（EX SPORTS）
- MOTOPRESS（EX SPORTS）

### ラジオ
- MOZAIKU NIGHT(もざすい)(BAY FM)
- Driving Car Radio（FM-FUJI、RADIO BERRY）
- SLASH & BURN（FM-FUJI）
- GROOVE FROM K・WEST（BAY FM）
- SUNDAY IN THE PARK（FM-FUJI）
- HIPS（InterFM）
- 憧れのすっぴん革命（FM-FUJI）
- LUNCH TIME MEETING（ラジオNIKKEI）
- Love so sweet（FM-FUJI）
- NEW YEAR SPECIAL A DAWNING REVOLUTION（FM-FUJI）
- AUTUMN Specialゴーイング☆ハイウェイin 談合坂（FM-FUJI）
- SUNDAY EXCITING RADIO "CUL-NAVI"（FM-FUJI）
- Let's ECO DRIVE（BAY FM）
- Surfside Breeze（BAY FM）
- BAY LINE 7300（BAY FM）
- AUTUMN DRIVING SPECIAL（BAY FM）
- B'zSPECIALMAGIC（FM-FUJI）
- 小泉今日子NICE MIDDLE（FM-FUJI）
- 矢井田瞳恋バスGOES ON（FM-FUJI）
- 長渕剛 SPECIAL（FM-FUJI）
- ゴールデンウィークスペシャル“小柳ゆき I'm Fun Area”in 富士急（FM-FUJI）
- 25th Anniversary special「with you」Hands to Hands（FM-FUJI）
- FM-FUJI AUTUMN SPECIAL PROGRAM～Thank You 5th Anniversary～EXPASA談合坂（FM-FUJI）

### スタジアムDJ
- 柏レイソル（Jリーグ）
- NECブルーロケッツ（Vリーグ）
- NECレッドロケッツ（Vリーグ）
- NECグリーンロケッツ（トップリーグ）
- 森永製菓・フェンシングフルーレ太田雄貴杯 powered by ウイダーinゼリー

### DVD
- サバイバルゲームで遊ぼう
- MJ Tournament 2004
- NEWフットサル指導DVD
- カワサキモータースジャパン名車シリーズ

### 舞台
- MYTH 第二章 海と雨のハワイ伝説 〜 "O Ka Wai" Legends of Rain and Sea〜

### CM出演・ナレーション
- 産経新聞
- UCカード
- 日本航空
- 日本エアシステム
- デンソー
- 森永製菓
- 味の素

### 連載・コラム
- 朝日新聞
- 読売新聞
- サッカーダイジェスト
- サンケイリビング
- 朝日れすか
- 広報かしわ
- 柏市民新聞

### 音楽・CD
- THE POTZ（オトコゴコロ/めぐる季節）